# Bluejacket
Bluejacket är en kommun (town) i Craig County i Oklahoma. Orten har fått sitt namn efter postmästaren Charles Bluejacket. Vid 2010 års folkräkning hade Bluejacket 339 invånare.